# Економ
Економ је особа задужена за опрему коју користи предузеће или организација. Њихове дужности укључују набавку, одржавање, поправку, залихе, транспорт, складиштење, чишћење и ликвидацију. Одговорни су за обезбеђивање одговарајуће опреме за посао. У професионалним екипним спортовима особа на тој позицији стално је запослена и стара се о стању опреме у којој играчи наступају, одржавању исте у функционалном стању и транспорту на место одржавања догађаја.